# Kamieniec (powiat grodziski)
Kamieniec (niem. Steindorf) – wieś w Polsce położona w województwie wielkopolskim, w powiecie grodziskim, w gminie Kamieniec. Miejscowość jest siedzibą gminy Kamieniec.

## Historia
Pierwsze wzmianki pochodzą z 1303 roku: z Kamieńca pisał się Albert Niewidomy.
Wcześniejsze nazwy to Kamencz oraz Kamones.
Wieś położona była w 1581 roku w powiecie kościańskim województwa poznańskiego.
W okresie Wielkiego Księstwa Poznańskiego (1815-1848) miejscowość wzmiankowana jako Kamieniec należała do wsi większych w ówczesnym pruskim powiecie Kosten rejencji poznańskiej. Kamieniec należał do okręgu wielichowskiego tego powiatu i stanowił odrębny majątek, który należał wówczas do Andrzeja Skorzewskiego. Według spisu urzędowego z 1837 roku Kamieniec liczył 281 mieszkańców, którzy zamieszkiwali 32 dymy (domostwa).
W latach 1954–1972 wieś należała i była siedzibą władz gromady Kamieniec. W latach 1975–1998 miejscowość należała administracyjnie do województwa poznańskiego.

## Zabytki
Kościół w Kamieńcu pod wezwaniem Świętego Wawrzyńca istniał już w roku 1510, a w 1685 na miejscu starego nowy postawił Demetry Reuth. Nowy neogotycki kościół wzniesiono w latach 1908-1910 według projektu Rogera Sławskiego. Kościół zdobi m.in. polichromia Antoniego Procajłowicza z 1913 roku. Świątynia została wpisana w 1992 roku do rejestru zabytków. Przy kościele zachowały się kostnica z początku XX w., organistówka z połowy XIX w. oraz plebania z końca XIX w., przy której rośnie dąb o obwodzie 480 cm.
Ochroną jako zabytek jest objęty również park z połowy XIX wieku, z pozostałościami grodziska pierścieniowatego.